# Peña de La Cruz
La Peña de La Cruz es un pico de montaña y un lugar turístico histórico de Nicaragua al oeste de la ciudad de Jinotega con una altitud de 1300 m s. n. m.

## Reseña histórica
En la visita que en febrero de 1703 hicieron los frailes Margil de Jesús y Rodrigo Betancourt mencionan a Jinotega como “pueblo de indios con muchas supersticiones”.
Según Eddy Kuhl Arauz se atribuye a Antonio Margil de Jesús, en mayo de 1703 la erección de la primera cruz de madera en la cima del cerro Chirinagua, frente al costado oeste del entonces pueblo indio de Jinotega.
Según Simeón Jarquín Blandón se dice que el misionero español Fray Antonio Margil de Jesús colocó la primera cruz en la cima del cerro de ese nombre al occidente de la ciudad de Jinotega; sea para librarnos de los brujos y hechiceros como dicen unos, o de las invasiones de los zambos y piratas, según otros. Esto debió ocurrir alrededor de 1705.
Era de madera al pasar los años y deteriorarse la cruz era sustituida por otra de madera, así en diferentes épocas hasta llegar a finales del siglo XIX en que gente progresista continuó reemplazándola, como fueron: el presbítero Francisco Reyes, el inmigrante alemán Emilio Stadthagen casado con la devota Dolores Cantarero, luego a comienzos de siglo XX por gente devota como doña Lola Rosales de Palacios, los Hermanos de la Salle, el presbítero Alberto Valencia, finalmente el gremio de albañiles de Jinotega erigió una cruz en concreto reforzado que es la que permanece en ese sitio.
Hay dos versiones sobre que motivó al fraile de los pies alados a poner el símbolo cristiano:
- La primera versión apunta que se quería evitar que los cerros cayeran sobre el poblado durante las fuertes lluvias e inundaciones.

- La segunda, la más aceptada, quería alejar a los indígenas de la idolatría pagana porque cima era un centro ceremonial indígena para la adoración del dios Coabol (coatí : cosa viva, redonda, resplandeciente, serpiente, hermanos mellizos, gemelos; bol : aumentativo. "La gran cosa brillante y resplandeciente", "La cosa viva que brilla más", El Sol).[4]

El Obispo de Nicaragua Pedro Agustín Morel de Santa Cruz, en su visita pastoral de 1752, re-instaló la Cruz con el propósito de exorcizar toda la región porque en el vecino cerro Chirinagua se realizaban rituales paganos.
A principios del siglo XX, la Cruz de madera fue retirada y se erigió una Cruz de concreto armado.

## Actualidad
Para los fieles cristianos jinoteganos, la Cruz sobre la peña es un recordatorio de redención y de protección, cada 3 de mayo se celebra el Día de la Santa Cruz y una multitud de creyentes o no ascienden hasta la cima a través de gradas hasta los 800 m de altura sobre la ciudad.